# 辟易
| ウィキペディアには「辟易」という見出しの百科事典記事はありません（タイトルに「辟易」を含むページの一覧/「辟易」で始まるページの一覧）。 代わりにウィクショナリーのページ「辟易」が役に立つかもしれません。 |